# Fara v Hostivicích
Fara v Hostivici při kostele sv. Jakuba je barokní patrová budova s mansardovou střechou na obdélníkovém půdorysu z roku 1736. Na místě starší fary zničené ve třicetileté válce ji nechala postavit tehdejší majitelka panství Anna Marie Františka Toskánská, jak svědčí korunovaný erb jejího rodu, umístěný v kartuši nad oknem nad vstupním portálem. Přízemí je zaklenuté s velkou vstupní halou, v patře se mimo jiné nachází sál. Fara stojí v centru města na Husově náměstí naproti hostivickému zámku, s nímž tvoří architektonický celek. Z původního vybavení se k počátku 20. století uvádějí barokní dubové skříně farního archivu. K faře náleží velká zahrada, kde původně bývaly budovy hospodářského zázemí farnosti, jež však již z větší části zanikly. Brána vedoucí do farní zahrady se nachází nalevo od fary; nese letopočet 1790 a původní popisné číslo „N:5“.